# Maxim Wladimirowitsch Stojanow

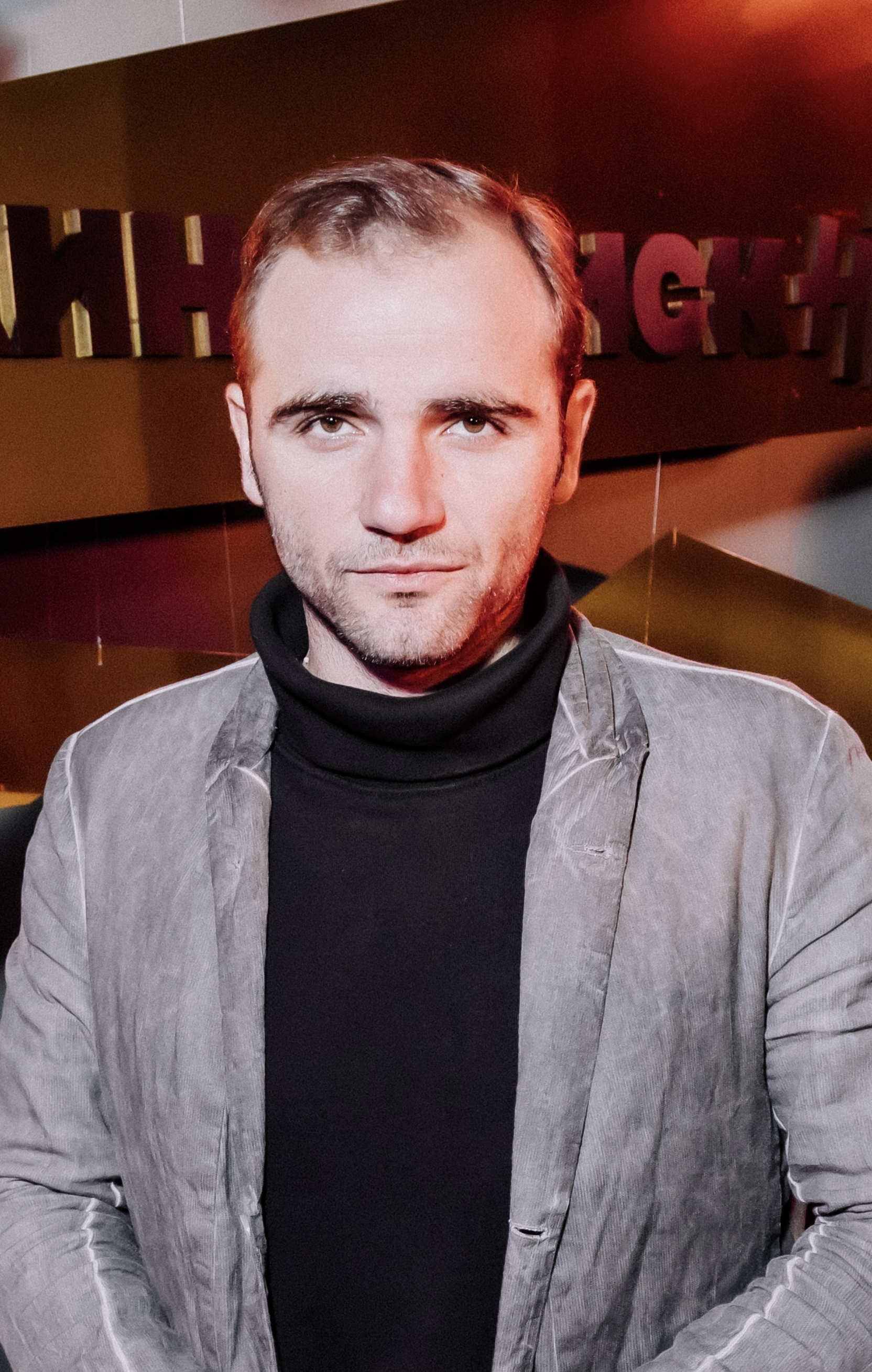
Maxim Wladimirowitsch Stojanow (2021)

Maxim Wladimirowitsch Stojanow (russisch Максим Владимирович Стоянов, wiss. Transliteration Maksim Vladimirovič Stojanov; * 29. Juni 1987 in Bendery, MSSR, Sowjetunion) ist ein russischer Schauspieler.

## Leben
Stojanow wurde am 29. Juni 1987 in Bendery, in der damaligen Moldauischen Sozialistischen Sowjetrepublik, heute Republik Moldau unter Kontrolle von Transnistrien, geboren. Sein Vater arbeitet als Eisenbahnmechaniker, seine Mutter in einer Fabrik. Bevor er eine Schauspielkarriere einschlug, absolvierte er eine Ausbildung als Bautechniker am Polytechnikum in seiner Heimatstadt. Später ging er nach Moskau und studierte dort an der Theaterschule des Moskauer Kunsttheaters. Sein Studium schloss er 2013 ab. Ab 2013 folgten erste Besetzungen in Film- und Serienproduktionen. So war er beispielsweise in den Spielfilmen Der Fluch der Hexe – Queen of Spades (2015) und Loveless (2017) zu sehen. Größere Serienrollen hatte er von 2018 bis 2019 in Better Than Us und von 2019 bis 2020 in Shifr inne.

## Filmografie (Auswahl)
- 2013: Break Loose (Восьмерка/Vosmerka)
- 2014: The Hope Factory (Комбинат 'Надежда'/Kombinat ‘Nadezhda‘)
- 2014: Inquisitor (Инквизитор/Inkvizitor, Fernsehserie)
- 2015: Der Fluch der Hexe – Queen of Spades (Пиковая дама: Чёрный обряд/Pikovaya dama. Chyornyy obryad)
- 2017: Loveless (Нелюбовь/Nelyubov)
- 2017: Nearest and Dearest (Близкие/Blizkie)
- 2017: Success (Kurzfilm)
- 2017: Demon revolyutsii (Демон революции, Fernsehserie, 4 Episoden)
- 2018–2019: Better Than Us (Лучше, чем люди/Luchshe, chem lyudi, Fernsehserie, 15 Episoden)
- 2019: Give Me Liberty (Гив ми либерти/day mne svobodu)
- 2019: The Lenin Factor (Ленин. Неизбежность/The Lenin Factor)
- 2019–2020: Shifr (Шифр, Fernsehserie, 5 Episoden)
- 2020: Kalashnikov (Калашников/Kalashnikov)
- 2020: Tsoi (Цой/Tsoy)
- 2021: Nemtsy (Немцы, Fernsehserie)
- 2021: Captain Volkonogov Escaped (Капитан Волконогов бежал/Kapitan Volkonogov bezhal)
- 2021: The Missing (Пропавшая/Propavshaya, Mini-Serie, 4 Episoden)
- 2022: Stand by Me (Бъди до мен)
- 2022: Orel i reshka. Kino